# Weekend (film 1999)
Weekend (The Weekend) è un film drammatico del 1999, diretto da Brian Skeet.

## Trama
Marian e John Kerr, coppia sposata con un figlio di pochi mesi, stanno aspettando un vecchio amico, Lyle, che sarà ospite per il fine settimana nella loro bellissima casa sul lago. È passato un anno dalla morte del fratello di John, Tony, che era stato anche il compagno di Lyle. Marian, che è ancora inconsolabile per la perdita del cognato, è sconvolta quando Lyle porta a casa il suo nuovo fidanzato, il pittore Robert. Nel frattempo, la situazione è altrettanto tesa nella casa dei vicini, dove la matriarca Laura, sofisticata donna di mondo, riceve la visita a sorpresa dalla ribelle figlia Nina, accompagnata dal suo amante, Thierry. La coppia madre-figlia si unisce alla famiglia Kerr per la cena: sarà l’occasione per far venire a galla rancori repressi, ma anche per acquisire nuove consapevolezze.